# Silence the World
Albums de Adept
Death Dealers
(2011)
Silence the World est le troisième album du groupe suédois  Adept, sorti le 22 mars 2013.

## Titres
| No  | Titre                                                         | Durée |
| --- | ------------------------------------------------------------- | ----- |
| 1.  | Forever and a Day                                             | 4:08  |
| 2.  | Established 2004                                              | 3:23  |
| 3.  | Secrets                                                       | 4:02  |
| 4.  | The Ocean Grave                                               | 3:52  |
| 5.  | Dead Planet                                                   | 4:03  |
| 6.  | Orion                                                         | 1:58  |
| 7.  | Means to an End (The Greatest Betrayer) (feat. Melanie Wehbe) | 3:57  |
| 8.  | Friends That Used to Be                                       | 3:17  |
| 9.  | Heart vs. Beats                                               | 3:20  |
| 10. | The Toughest Kids                                             | 3:28  |
| 11. | Aftermath                                                     | 4:02  |

## Sources
- (en) Cet article est partiellement ou en totalité issu de l’article de Wikipédia en anglais intitulé « Silence the World » (voir la liste des auteurs).